# Vincenzo Badolisani
Vincenzo Badolisani (auch Renzo Badolisani, * 1958 in Gioiosa Ionica, Kalabrien) ist ein italienischer Filmschaffender.

## Leben
Badolisani diplomierte an der Accademia di Belle Arti und arbeitete bis 1978 für verschiedene Zeitschriften als satirischer Zeichner. Dann widmete er sich auch der Filmarbeit, als Regisseur, Produzent und Drehbuchautor, zunächst mit Super8-Filmen, dann mit Arbeiten für das Fernsehen, wo er sowohl als Dokumentarfilmer wie auch mit Spielfilmen in Erscheinung trat. 1985 drehte er erstmals für das Kino; I ragazzi di Torino sognano Tokyo e vanno a Berlino litt jedoch an der gering budgetierten Produktion. Der 1992 folgende Cinecittà… Cinecittà war eine auch in dieser Hinsicht bessere Komödie, der 1994 ein TV-Pilotfilm zu einer dann nicht realisierten Serie, Isola Margherita, folgte. Der 1999 entstandene, aber erst 2002 gezeigte Tornare indietro blieb ohne großen Eindruck nur kurz in den Kinos.